# لي سانغ هوون
لي سانغ هوون (الكورية: 이상훈) (و. 1971  م) هو لاعب كرة قاعدة كوري جنوبي، ولد في سول، شارك في دورة الألعاب الآسيوية 2002، مركز لعبه هو مرسل الكرة ‏.

## التعليم
تعلم في جامعة كوريا
.

## روابط خارجية
- لي سانغ هوون على موقع دوري كرة القاعدة الرئيسي (الإنجليزية)
- لي سانغ هوون على موقع الدوري الياباني لكرة القاعدة (الإنجليزية)
- لي سانغ هوون على موقع دوري كوريا الجنوبية لكرة القاعدة (الإنجليزية)
- لي سانغ هوون على موقعبيزبول رفرنس.كوم (الدوري الرئيسي) (الإنجليزية)
- لي سانغ هوون على موقعبيزبول رفرنس.كوم (الدوري الثانوي) (الإنجليزية)
- لي سانغ هوون على موقع إي إس بي إن.كوم (أم.أل.بي) (الإنجليزية)
- لي سانغ هوون على موقع مشجعي الرسوم البيانية (الإنجليزية)